# Rooms by the Sea
Rooms by the Sea (en français, Chambre au bord de la mer) est une peinture à l'huile sur toile réalisée l'artiste américain Edward Hopper en septembre 1951 à Truro et conservée, depuis son legs de Stephen Carlton Clark en 1961, à la Yale University  Art Gallery de New Haven. 

## Description
Depuis l'intérieur d'une chambre nue jaune recevant, sur le mur faisant face  et le sol, la lumière du soleil  venant d'une embrasure de porte à droite, la mer est vue directement par ses vagues, sans  plage ni rochers, et l'horizon. Cette lumière centrale, en forme polygonale, devient « un objet en lui même ». Une autre ouverture à gauche laisse entrevoir  partiellement une autre pièce, avec son tapis vert, un canapé rouge,  des boiseries lazurées couleur acajou, bibliothèque en chêne, un  tableau  à encadrement doré accroché sur le mur du fond recevant une tache de soleil. Vers la fin de sa carrière, le peintre prend l'habitude de produire des toiles « de plus en plus dépouillées ».

## Analyse
Initialement The Jumping of Place, en français « Le Lieu du plongeon »,) Rooms by the Sea  aurait pu être la vue de la mer par la porte arrière de son atelier, mais la description qu'il donne de cette peinture dans son carnet de croquis suggère que l'image est plus une métaphore de la solitude et de l'introspection qu'une représentation d'un lieu réel, dans un lieu qui n'a « rien de l'établissement touristique grandiose. ». Le peintre marque aussi l'opposition entre la civilisation abandonnée, ici représentée par la construction, et la nature. 